# Зимеринг, Рудольф Леопольд
Рудольф Леопольд Зимеринг (нем. Rudolf Leopold Siemering; 10 августа 1835, Кёнигсберг — 23 января 1905, Берлин) — немецкий скульптор.

## Биография
Сначала учился в Кёнигсбергской академии художеств, затем — в Берлине у Г. Блезера . Его произведения как декоративные, так и монументальные отличаются здравым реализмом и превосходным техническим исполнением. Главные из них — сидящая мраморная фигура короля Вильгельма, в Берлинской бирже; рельеф, вылепленный по поводу торжественного вступления прусского войска в Берлин в 1871; монумент Фридриху Великому в Мариенбурге; памятник офтальмологу Грефе, в сквере перед берлинской больницей Шарите; величественный победный памятник в Лейпциге; конная статуя Вашингтона, для его монумента в Филадельфии, и бронзовая статуя Лютера в его эйслебенском памятнике.